# 안남관코박쥐
안남관코박쥐(Murina annamitica)는 애기박쥐과에 속하는 박쥐의 일종이다. 인도차이나에 널리 분포한다.

## 특징
작은 크기의 박쥐로 머리부터 몸까지 몸길이는 36.2~55mm이고, 전완장은 27~34.6mm이다. 꼬리 길이는 32.4~40.3mm, 발 길이는 5.9~8.1mm, 귀 길이는 11.9~15mm이다. 몸무게는 최대 8g이다.

## 분포 및 서식지
태국과 라오스 그리고 베트남에 널리 분포한다. 해발 700m와 1300m사이의 습기가 있는 상록수 숲과 프리몬테인 이차림 구릉지대에서 서식한다.